# Guáimaro
Guáimaro è un comune di Cuba, situato nella provincia di Camagüey.